# Museu Histórico de Goianésia Mário Augusto Alves
O Museu Histórico de Goianésia Mário Augusto Alves é um espaço cultural dedicado à preservação e divulgação da história de Goianésia, Goiás, Brasil. Inaugurado em 2008, o museu tem como principal objetivo contar a trajetória do município e da região, oferecendo ao público uma experiência educativa por meio de seu acervo histórico.
Localizado no Centro Cultural Berchiolina Rodrigues, o museu está aberto para visitação gratuita. Não cobra ingresso e promove atividades educativas, como visitas guiadas, para alunos e outros grupos interessados. A infraestrutura do local conta com rampas e corrimãos, proporcionando acessibilidade para visitantes com mobilidade reduzida.